# Anketef
Anketef je bio princ drevnog Egipta, unuk princa Ankafa i njegove sestre-žene, princeze Heteferes te praunuk faraona Snofrua i kraljice Heteferes I. Anketefova majka, čije je ime nepoznato, bila je kćer Ankafa i Heteferes. Anketef je prikazan pokraj svog djeda Ankafa u njegovoj mastabi (grobnici) u Gizi.